# 여수우체국
여수우체국(麗水郵遞局)은 과학기술정보통신부 우정사업본부 전남지방우정청 소속의 우편물 취급기관이다. 전라남도 여수시 흥국로 24에 있다. 위치는 KT 여수지사 옆, 쌍봉동주민센터와 쌍봉지구대 맞은편 진남시장 근처에 있다.

## 연혁
- 1905년 6월 6일: 여수 임시우체소를 전남 여수군 쌍봉면 동부이아동에 설치
- 1906년 12월 1일: 여수 우편수취소를 여수군 여수읍에 설치
- 1909년 12월 16일: 여수우편취급소를 여수 우편전신취급소로 개칭
- 1910년 10월 1일: 여수우편전신취급소를 여수우편국으로 개칭
- 1949년 8월 13일: 여수우편국을 여수우체국으로 개칭
- 1981년 10월 31일: 진남(서여수)우체국을 여천군 쌍봉면 학동리에 개국
- 1988년 1월 1일: 관서등급조정에 따라 진남우체국을 여천우체국으로 개칭
- 1990년 5월 12일: 신축청사 이전 (여수시 관문동 299-1번지)
- 2000년 10월 20일 : 여수국동우편취급소를 여수시 국동 647-5에서 국동 697-11 로 이전[1]
- 2001년 6월 20일: 여수오림동우편취급소 폐국[2]
- 2001년 8월 1일: 여수손죽도우체국 폐국[3], 여수손죽도우편취급소 신설[4]
- 2002년 1월 19일: 거문도동도우편취급소 위탁계약 해지[5]
- 2009년 8월 3일: 여수, 서여수 통합, 청사 이전(학동 73-1번지)
- 2014년 7월 7일: 여수전남대학교우체국이 여수우체국과 통폐합되어 폐국[6]
- 2014년 12월 1일: 집배업무 효율화를 위해 남면 안도리(안도리, 부도, 서고지) 우편구역을 여수남면우체국으로 통합[7]
- 2015년 10월 31일: 여수묘도동우체국이 여수우체국과 통폐합되어 폐국[8]
- 2017년 5월 1일: 여수화태우체국이 돌산우체국과 통폐합되어 폐국[9]
- 2020년 2월 20일: 집배업무 효율화를 위해 우편구역을 다음과 같이 변경 고시[10]

| 변경전         | 변경전                                                                              | 변경전                      | 변경후     | 변경후 | 변경후              |
| 배달국         | 배달구역                                                                            | 배달구역                    | 배달국     | 배달구역                                                                                                   | 배달구역            |
| 배달국         | 행정구역                                                                            | 구역번호                    | 배달국     | 행정구역                                                                                                   | 구역번호            |
| -------------- | ----------------------------------------------------------------------------------- | --------------------------- | ---------- | --- | ------------------- |
| 여수죽포우체국 | 돌산읍(우두리 제외) · 남면(화대리, 횡간리, 두라리)                                  | 59771 ~ 59778 59784         | 여수우체국 | 여수시내(동 전체) · 돌산읍 · 소라면 · 율촌면 · 화양면 · 화정면(개도리 제외) · 남면(화대리, 횡간리, 두라리) | 59600 ~ 59782 59784 |
| 여수우체국     | 여수시내(동 전체) · 돌산읍(우두리) · 소라면 · 율촌면 · 화양면 · 화정면(개도리 제외) | 59600 ~ 59770 59779 ~ 59782 | 여수우체국 | 여수시내(동 전체) · 돌산읍 · 소라면 · 율촌면 · 화양면 · 화정면(개도리 제외) · 남면(화대리, 횡간리, 두라리) | 59600 ~ 59782 59784 |

## 관할 우체국
| 우체국명                 | 사진 | 주소                                    | 비고                  |
| ------------------------ | ---- | --------------------------------------- | --------------------- |
| 거문도우체국             |      | 전라남도 여수시 삼산면 거문길 28-8      |                       |
| 돌산우체국               |      | 전라남도 여수시 돌산읍 방답길 55-1      |                       |
| 안도우체국               |      | 전라남도 여수시 남면 안도안길 3         |                       |
| 여수개도우체국           |      | 전라남도 여수시 화정면 개도화산1길 6    |                       |
| 여수공화동우편취급국     |      | 전라남도 여수시 동문로 116 (공화동)     |                       |
| 여수교동우체국           |      | 전라남도 여수시 충무로 46 (충무동)      |                       |
| 여수국동우체국           |      | 전라남도 여수시 신월로 629 (국동)       | 2000년 10월 20일 이전 |
| 여수남면우체국           |      | 전라남도 여수시 남면 금오로 864         |                       |
| 여수동문동우체국         |      | 전라남도 여수시 동문로 52 (관문동)      |                       |
| 여수문수동우체국         |      | 전라남도 여수시 좌수영로 321 (문수동)   |                       |
| 여수미평동우체국         |      | 전라남도 여수시 미평로 67 (미평동)      |                       |
| 여수삼일동우체국         |      | 전라남도 여수시 여수산단로 274 (월하동) |                       |
| 여수선원동우체국         |      | 전라남도 여수시 화산로 102 (선원동)     |                       |
| 여수소라우체국           |      | 전라남도 여수시 소라면 덕양로 445-1     |                       |
| 여수소호동우체국         |      | 전라남도 여수시 소호로 506 (소호동)     |                       |
| 여수신기동우체국         |      | 전라남도 여수시 새터로 47 (신기동)      |                       |
| 여수여서동우체국         |      | 전라남도 여수시 여서1로 95-3 (여서동)   |                       |
| 여수전남대학교우편취급국 |      | 전라남도 여수시 대학로 50               |                       |
| 여수죽포우체국           |      | 전라남도 여수시 돌산읍 향일암로 958     |                       |
| 여수현대아파트우편취급국 |      | 전라남도 여수시 여서로 156-1 (여서동)   |                       |
| 여수화양우체국           |      | 전라남도 여수시 화양면 나진길 8         |                       |
| 연도우체국               |      | 전라남도 여수시 남면 연도서부길 22      |                       |
| 율촌우체국               |      | 전라남도 여수시 율촌면 동산개길 19      |                       |
| 초도우체국               |      | 전라남도 여수시 삼산면 의성길 24        |                       |
| 화정우체국               |      | 전라남도 여수시 화정면 백야2길 7        |                       |